# Vincenzo I Gonzaga
Vincenzo I Gonzaga (Mantova, 21 settembre 1562 – Mantova, 18 febbraio 1612) è stato un generale e collezionista d'arte italiano, figlio di Guglielmo, duca di Mantova e del Monferrato, e di Eleonora d'Austria. Nel 1587 successe al padre nella titolarità dei due ducati.

## Biografia

### Giovinezza
Vincenzo Gonzaga nacque a Mantova il 22 settembre 1562 presso il Palazzo Ducale.
Di carattere completamente opposto al padre, che per lui nutrì sempre scarsa simpatia, Vincenzo si distinse per la sua prodigalità, per le sue intemperanze, nonché per il suo amore per il lusso più sfrenato. Memorabili furono i suoi festini con belle dame e le escursioni notturne in compagnia degli amici, le quali spesso si concludevano in rissa.
Nel corso di una di quest'ultime, il 3 luglio 1582, accompagnato da un cortigiano vizioso e scroccone, detestato dal padre Guglielmo, ebbe a scontrarsi con il giovane scienziato scozzese James Crichton, detto "Critonio", tenuto invece in gran considerazione dal padre di Vincenzo, che ne aveva fatto il consigliere preferito. Vincenzo detestava a sua volta Chrichton e lo scontro si concluse con un duplice omicidio: Chrichton uccise il Lanzoni, ma venne poi ucciso da Vincenzo. Implorato il perdono al padre, furioso per l'uccisione del suo consigliere, Vincenzo venne assolto.

### Primo matrimonio
Il 2 marzo 1581 sposò la tredicenne Margherita Farnese, figlia del duca di Parma Alessandro Farnese. Tuttavia due anni dopo, il matrimonio venne annullato, per non essere mai stato consumato a causa probabilmente di una malformazione fisica della sposa. La questione divenne spinosa: i Gonzaga volevano che Margherita se ne andasse mentre i Farnese non gradivano considerandolo un affronto e sparsero la voce che la mancata discendenza fosse da attribuire ad impotenza dello sposo. Infine si giunse all'annullamento e Margherita si ritirò in un convento.

### Secondo matrimonio
La prescelta per le seconde nozze era una cugina, la diciassettenne Eleonora de' Medici, figlia del granduca di Toscana. La ragazza aveva una matrigna, Bianca Cappello, che incattivita dai troppi anni trascorsi come favorita del granduca, colse l'occasione per creare imbarazzo a quei nobili Gonzaga, che l'avevano snobbata per le sue origini di cortigiana veneziana, e pretese che venissero platealmente dimostrate le doti virili del futuro sposo. Per così garantire la regolarità dell'intimo collaudo venne costituita una commissione formata da medici e diplomatici.
La prima verifica dell'attitudine alla deflorazione si tenne a Firenze, dove il duca arrivò pieno di baldanza ma si produsse in una ben poco maschia ritirata. I documenti riportano che l'erezione avvenne, ma non fu molto evidente né duratura, gli esperti non poterono quindi assicurare che Vincenzo fosse in grado di assolvere ai suoi doveri.
Il secondo cimento si tenne a Venezia il 15 marzo 1584. Il "banco di prova" fu una fanciulla, Giulia Albizzi, di 21 anni, che i Medici s'impegnarono a risarcire con una buona dote di 3.000 scudi e un marito di pronta smemoratezza.
Per Vincenzo, una vera prova generale prima del matrimonio. La sera del test, l'esaminando arrivò all'appuntamento ostentando sicurezza, gonfio di cibi piccanti consumati in abbondanza perché ritenuti afrodisiaci. Invece, furono proprio le spezie e libagioni a tradirlo infliggendogli una drammatica colica intestinale e la seconda magra figura.
Ci volle un terzo "assalto" per assicurarsi la prestigiosa sposa. Testimoni oculari certificarono l'esito del nobile coito, verbalizzando erezione, aspetto e dimensioni della "verga ducale" e corredando il resoconto con i dettagli dell'interrogatorio a cui fu sottoposta la fanciulla.
Data prova del proprio vigore, il 29 aprile 1584 Vincenzo sposò in seconde nozze la diciassettenne Eleonora de' Medici.

### Duca di Mantova
Nel 1587 Vincenzo venne incoronato quarto duca di Mantova con una cerimonia in cui furono presenti le massime autorità del ducato: egli poi mosse con una cavalcata per le vie cittadine. Nel 1588 Vincenzo ottenne dall'imperatore Rodolfo II di porre nello stemma dei Gonzaga le insegne araldiche della Casa d'Austria, sormontate dalla corona arciducale.
Dal 1592 ingaggiò con Francesco Gonzaga, terzo marchese di Castiglione delle Stiviere, una lunga disputa sul dominio di Castel Goffredo, dopo l'assassinio di Rodolfo Gonzaga, che si concluse a suo favore solo nel 1602: l'imperatore stabilì il possesso di Castel Goffredo a Vincenzo, contro cessione delle terre di Medole a Francesco. Desideroso di rinverdire le gesta degli avi, organizzò diverse costose spedizioni in Ungheria per combattere i turchi. In nessuna di queste però ebbe modo di dar prova di valore, in quanto non si andò mai al di là di brevi scaramucce e le spedizioni fecero notizia più per le numerose feste e ricevimenti organizzate dove passava l'esercito gonzaghesco, che per motivi militari. Altra impresa in cui si cimentò il duca fu la costruzione della poderosa cittadella di Casale Monferrato, opera che avrebbe dovuto agevolare la difesa della città, ma che in realtà si rivelò invece in seguito un polo di attrazione per le mire dei vari rivali (Savoia su tutti).
Liberò Tasso dalla prigionia e tenne alla sua corte sia il giovane Claudio Monteverdi, sia l'architetto cremonese Giuseppe Dattaro, autore della sua residenza di caccia a Bosco Fontana, nei pressi di Marmirolo. Fu chiamato a corte nel 1592 l'architetto cremonese Antonio Maria Viani, che decorò alcune stanze del Palazzo Ducale e costruì in città alcuni palazzi e le chiese di San Maurizio e Sant'Orsola.
Per la rappresentazione delle opere il Duca costruì un teatro che poteva ospitare più di 1000 spettatori. L'edificio fu distrutto durante il Sacco di Mantova.
Partecipò a tre spedizioni in Ungheria contro i Turchi: nel 1595, nel 1597 e nel 1601. In questo anno, dopo un lungo assedio alla città di Canissa (Nagykanizsa) (9 settembre-18 novembre 1601), col grado di luogotenente generale, non riuscì a vincere la resistenza dei Turchi e si ritirò.
Vincenzo scoprì durante un viaggio nelle Fiandre il giovane Peter Paul Rubens e lo condusse con sé a Mantova. Qui Rubens divenne pittore di corte e ricevette i suoi primi incarichi importanti e condusse la sua prima missione diplomatica alla corte spagnola. Fu ritrattista di corte anche il pittore fiammingo Frans Pourbus il Giovane.
Fondò l'Ordine militare del Sangue di Gesù Cristo, ispirandosi alla reliquia del sangue di Gesù conservata presso la basilica di Sant'Andrea, e dandogli la divisa Domine probasti me, o Nihil hoc triste recepto. Stabilì anche che il numero dei cavalieri fosse limitato a venti oltre al Gran Maestro, la cui carica coincideva con la persona del duca. L'Ordine ricevette l'approvazione di papa Paolo V il 25 maggio 1608.
Agli inizi del Seicento volle edificare sul lago di Garda la residenza estiva di famiglia. Incaricò l'architetto sovrintendente (prefetto) alle fabbriche ducali Antonio Maria Viani di costruire a Toscolano Maderno un palazzo (Palazzo Gonzaga) con annesso parco di 20.000 m², che però non riuscì ad abitare.
Nel 1609 finanziò un'avventurosa spedizione in Perù dello speziale di corte, Evangelista Marcobruno, alla ricerca del mitico gusano, un verme dalle proprietà afrodisiache che, opportunamente polverizzato, avrebbe dovuto restituire la perduta virilità al duca. Ma Vincenzo morí prima di poterlo sperimentare.

### Ultimi anni e morte
Nel 1611 il duca Vincenzo emanò un bando col quale comminava punizioni a chi battezzasse i bambini ebrei senza il consenso dei genitori.
Morì nel 1612, e con solenni esequie venne tumulato nella cripta della basilica di Sant’Andrea, accanto alla moglie Eleonora. Nel suo testamento aveva disposto di essere sepolto seduto su un trono in marmo con a fianco la sua spada.

## Discendenza
Vincenzo ed Eleonora de' Medici ebbero sei figli:
- Francesco (1586 - 1612), Duca di Mantova con il nome di Francesco IV e del Monferrato con il nome di Francesco II, dal 1612; sposò nel 1608 Margherita, figlia di Carlo Emanuele I, duca di Savoia;  Francesco e Margherita ebbero due figli, ma la sola Maria Gonzaga giunse all'età adulta ed ebbe pretese sui ducati;
- Ferdinando (1587 - 1626), cardinale dal 1607, duca di Mantova e del Monferrato dalla morte del fratello Francesco nel 1612;
- Guglielmo Domenico (4 agosto 1589 – 13 maggio 1592)[22][23];
- Margherita (2 ottobre 1591 – 7 febbraio 1632), sposata il 24 aprile 1606 con Enrico di Vaudemont, duca di Lorena (1563 - 1624);
- Vincenzo (1594 - 1627) cardinale dal 1615, duca di Mantova e Monferrato dal 1626 con il nome di Vincenzo II[23];
- Eleonora (23 settembre 1598 – 27 giugno 1655), sposata il 4 febbraio 1622 all'imperatore Ferdinando II[23].

Ebbe diversi figli naturali, tra i quali:
- dalla nobile Agnese Argotta, moglie di Prospero del Carretto:
  - Silvio (1592-?), cavaliere di Malta, poeta alla corte Mantovana, e Marchese di Cavriana
  - Eleonora (1586-1668), monaca.
- dalla nobile Felicita Guerrieri Gonzaga, figlia di Tullio Guerrieri, maestro di camera di Vincenzo, ebbe:[24]
  - Francesca (1593-?)[25]
  - Francesco (1603-1673), vescovo di Nola nel 1657.[26]

## Ascendenza
|                        |                     |                             | Genitori                     |  |  | Nonni |  |  | Bisnonni             |  |  | Trisnonni          |  |
|                        |                     |                             |                              |  |  |       |  |  | Francesco II Gonzaga |  |  | Federico I Gonzaga |  |
|                        |                     |                             |                              |  |  |       |  |  | Francesco II Gonzaga |  |  | Federico I Gonzaga |  |
|                        |                     | Margherita di Baviera       |                              |  |  |       |  |  | Francesco II Gonzaga |  |  |                    |  |
| Federico II Gonzaga    |                     |                             |                              |  |  |       |  |  | Francesco II Gonzaga |  |  |                    |  |
|                        |                     | Isabella d'Este             | Ercole I d'Este              |  |  |       |  |  |                      |  |  |                    |  |
|                        |                     | Isabella d'Este             | Ercole I d'Este              |  |  |       |  |  |                      |  |  |                    |  |
|                        |                     | Isabella d'Este             | Eleonora d'Aragona           |  |  |       |  |  |                      |  |  |                    |  |
| Guglielmo Gonzaga      |                     | Isabella d'Este             |                              |  |  |       |  |  |                      |  |  |                    |  |
|                        |                     | Guglielmo IX del Monferrato | Bonifacio III del Monferrato |  |  |       |  |  |                      |  |  |                    |  |
|                        |                     | Guglielmo IX del Monferrato | Bonifacio III del Monferrato |  |  |       |  |  |                      |  |  |                    |  |
|                        |                     | Guglielmo IX del Monferrato | Maria Branković              |  |  |       |  |  |                      |  |  |                    |  |
| Margherita Paleologa   |                     | Guglielmo IX del Monferrato |                              |  |  |       |  |  |                      |  |  |                    |  |
|                        |                     | Anna d'Alençon              | Renato d'Alençon             |  |  |       |  |  |                      |  |  |                    |  |
|                        |                     | Anna d'Alençon              | Renato d'Alençon             |  |  |       |  |  |                      |  |  |                    |  |
|                        |                     | Anna d'Alençon              | Margherita di Lorena         |  |  |       |  |  |                      |  |  |                    |  |
| Vincenzo I Gonzaga     |                     | Anna d'Alençon              |                              |  |  |       |  |  |                      |  |  |                    |  |
|                        | Filippo I d'Asburgo | Massimiliano I d'Asburgo    |                              |  |  |       |  |  |                      |  |  |                    |  |
|                        | Filippo I d'Asburgo | Massimiliano I d'Asburgo    |                              |  |  |       |  |  |                      |  |  |                    |  |
|                        | Filippo I d'Asburgo | Maria di Borgogna           |                              |  |  |       |  |  |                      |  |  |                    |  |
| Ferdinando I d'Asburgo | Filippo I d'Asburgo |                             |                              |  |  |       |  |  |                      |  |  |                    |  |
|                        |                     | Giovanna di Castiglia       | Ferdinando II d'Aragona      |  |  |       |  |  |                      |  |  |                    |  |
|                        |                     | Giovanna di Castiglia       | Ferdinando II d'Aragona      |  |  |       |  |  |                      |  |  |                    |  |
|                        |                     | Giovanna di Castiglia       | Isabella di Castiglia        |  |  |       |  |  |                      |  |  |                    |  |
| Eleonora d'Austria     |                     | Giovanna di Castiglia       |                              |  |  |       |  |  |                      |  |  |                    |  |
|                        |                     | Ladislao II di Boemia       | Casimiro IV di Polonia       |  |  |       |  |  |                      |  |  |                    |  |
|                        |                     | Ladislao II di Boemia       | Casimiro IV di Polonia       |  |  |       |  |  |                      |  |  |                    |  |
|                        |                     | Ladislao II di Boemia       | Elisabetta d'Asburgo         |  |  |       |  |  |                      |  |  |                    |  |
| Anna Jagellone         |                     | Ladislao II di Boemia       |                              |  |  |       |  |  |                      |  |  |                    |  |
|                        |                     | Anna di Foix-Candale        | Gastone II di Foix-Candale   |  |  |       |  |  |                      |  |  |                    |  |
|                        |                     | Anna di Foix-Candale        | Gastone II di Foix-Candale   |  |  |       |  |  |                      |  |  |                    |  |
|                        |                     | Anna di Foix-Candale        | Caterina di Navarra          |  |  |       |  |  |                      |  |  |                    |  |
|                        |                     | Anna di Foix-Candale        |                              |  |  |       |  |  |                      |  |  |                    |  |

## Stemma
| Stemma | Descrizione |
| ------ | --- |
| \| \|  | Vincenzo I Gonzaga, Duca di Mantova D'argento, alla croce patente di rosso accantonate da quattro aquile affrontate e spiegate di nero. Sul tutto partito di due e troncato di due, che dà nove quarti: nel 1o di rosso all'aquila bicipite spiegata d'oro, bicoronata dello stesso (Impero Romano d'Oriente); nel 2o di rosso al leone dalla coda doppia d'argento, armato e lampassato d'oro, coronato e collarinato dello stesso (Boemia); nel 3o fasciato d'oro e di nero (Gonzaga antico); nel 4o d'argento alla croce potenziata d'oro accantonata da quattro crocette dello stesso (Gerusalemme); nel 5o d'oro a quattro pali di rosso (Aragona); nel 6o d'argento al capo di rosso (Monferrato); nel 7o fasciato d'oro e di nero di dieci pezzi al crancelino di verde attraversante (Sassonia); nell'8o d'azzurro seminato di crocette ricrocettate e fitte d'oro a due barbi addossati dello stesso (Bar); nel 9o di rosso alla croce d'oro accantonata da quattro B greche dello stesso, addossate due a due (Costantinopoli). Nel punto d'onore di rosso alla fascia d'argento (Austria) timbrato da corona arciducale |
|        | |

## Nella cultura di massa

### Nel cinema
Dalla pruriginosa vicenda del secondo matrimonio di Vincenzo I il regista Pasquale Festa Campanile trasse nel 1965 il film Una vergine per il principe, nel quale Vittorio Gassman interpretava il duca e Virna Lisi la fanciulla Giulia Albizzi.

### Nel melodramma
Nel melodramma Rigoletto di Giuseppe Verdi, il buffone è un personaggio di corte del duca di Mantova, quest'ultimo riconducibile a Vincenzo Gonzaga.

## Vincenzo I Gonzaga nell'arte

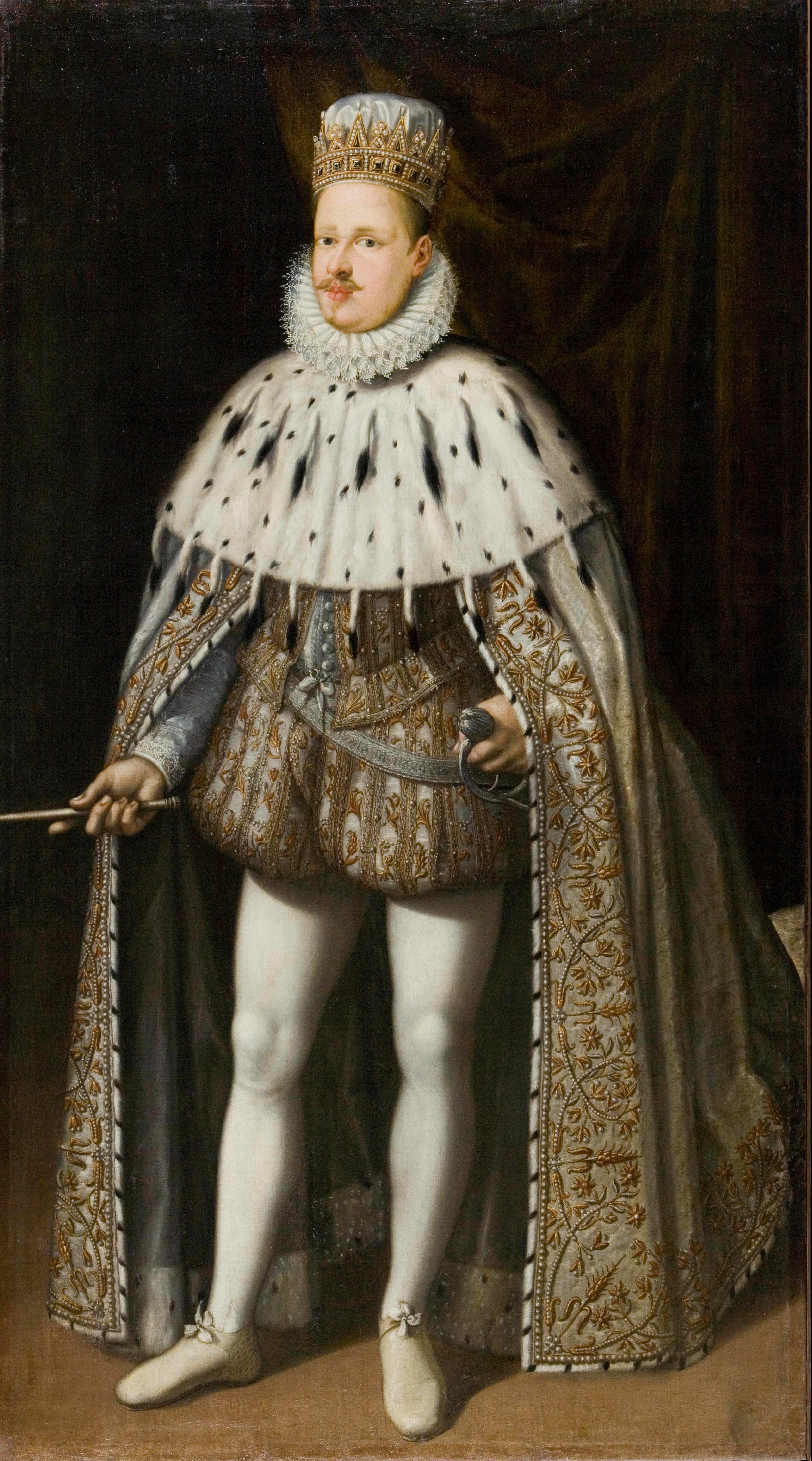
Jeannin Bahuet, Ritratto di Vincenzo I Gonzaga nel giorno dell'incoronazione, 1587
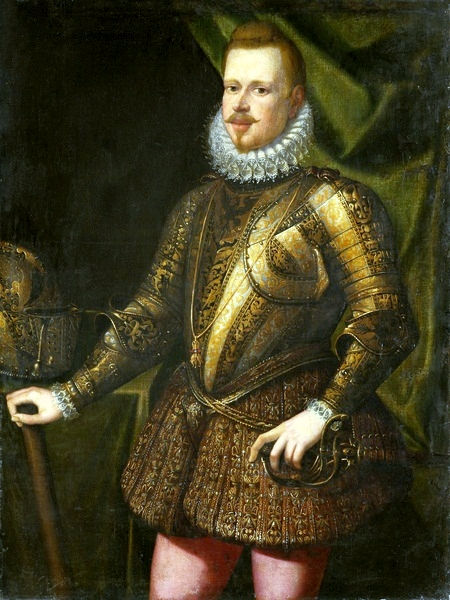
Jeannin Bahuet, Ritratto di Vincenzo I Gonzaga, 1589 ca.
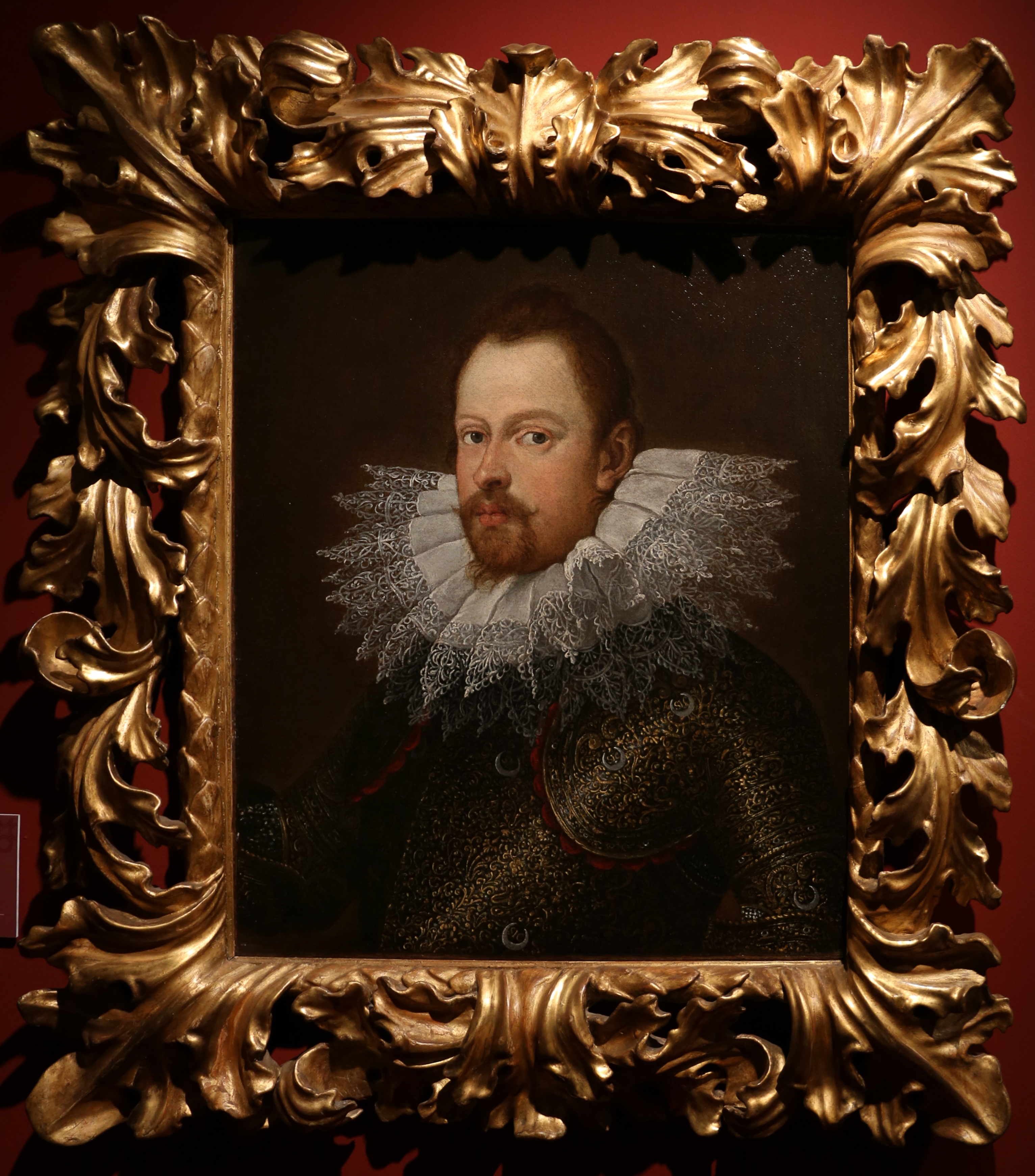
Jeannin Bahuet, Ritratto di Vincenzo I Gonzaga in armatura
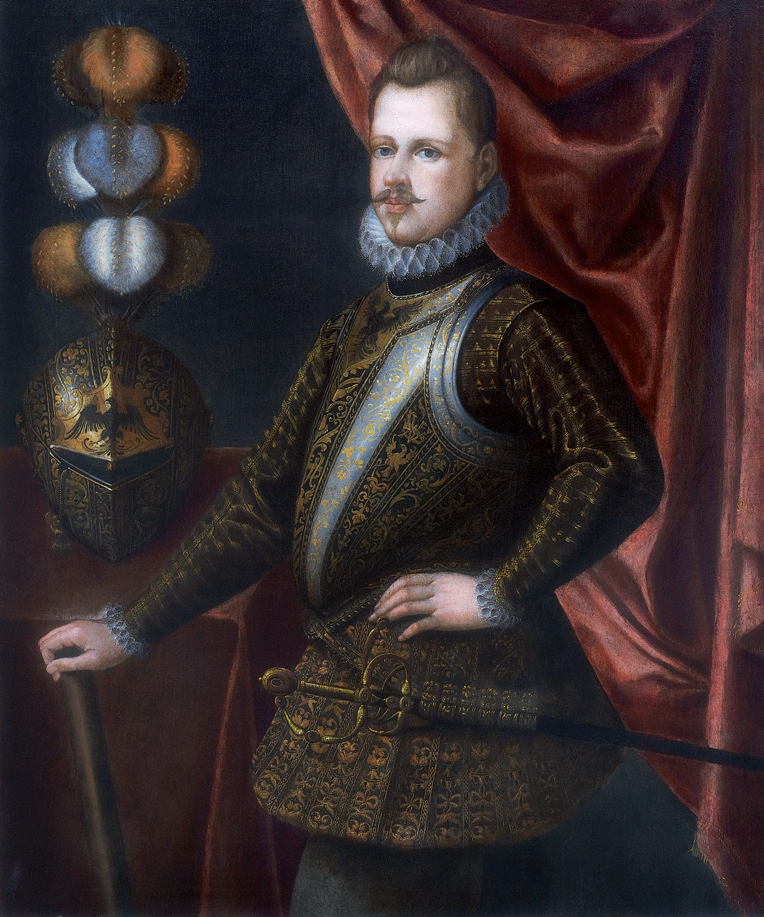
Jeannin Bahuet, Ritratto di Vincenzo I Gonzaga in armatura
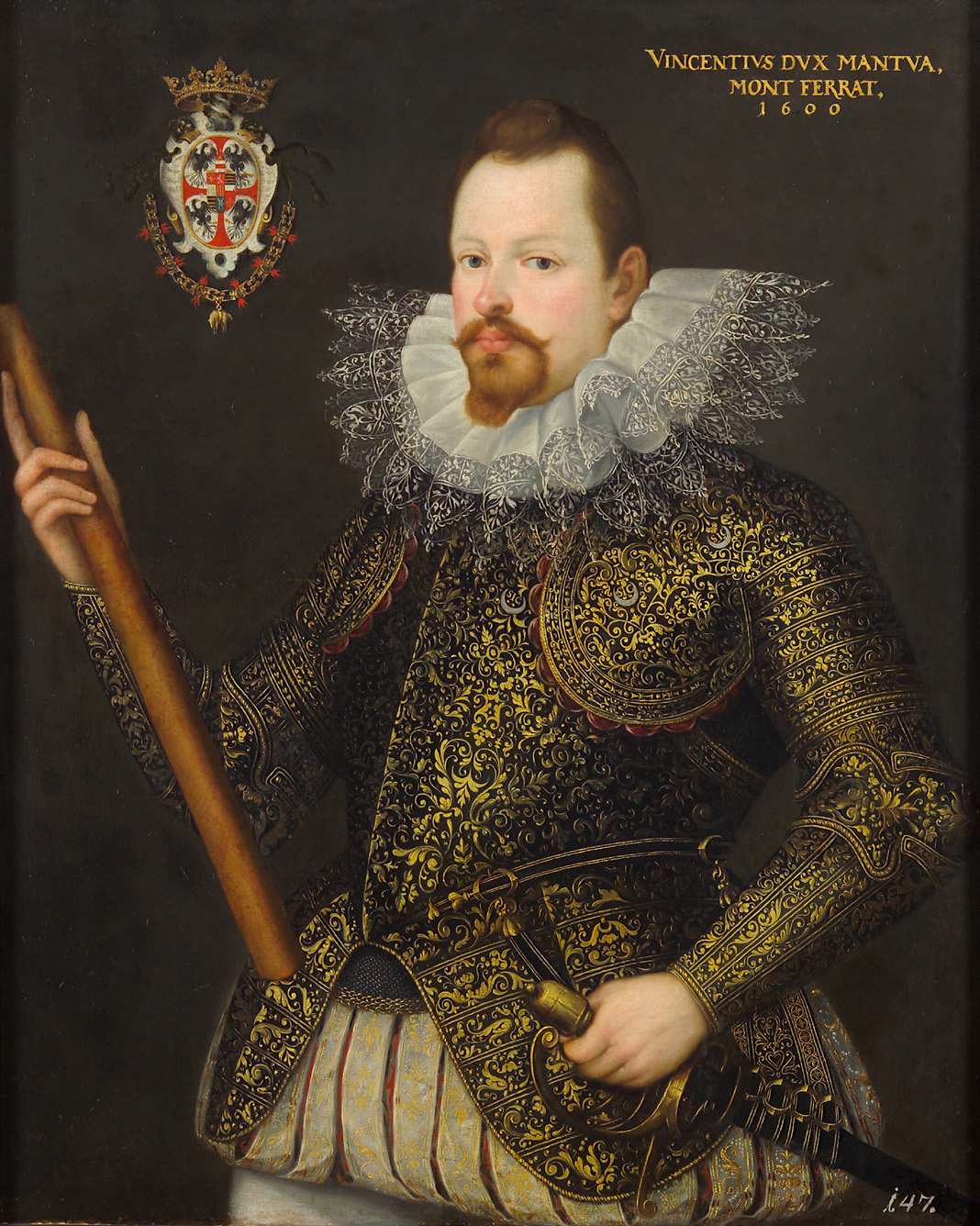
Frans Pourbus il Giovane, Ritratto di Vincenzo I Gonzaga, duca di Mantova, 1600
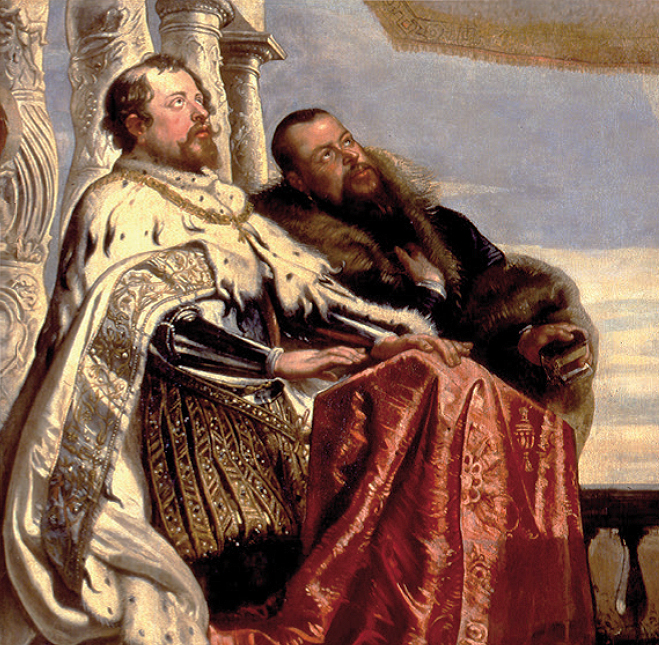
Peter Paul Rubens, Vincenzo I Gonzaga (a sinistra) e Guglielmo Gonzaga (a destra), part. della Pala della Trinità, 1604-1605
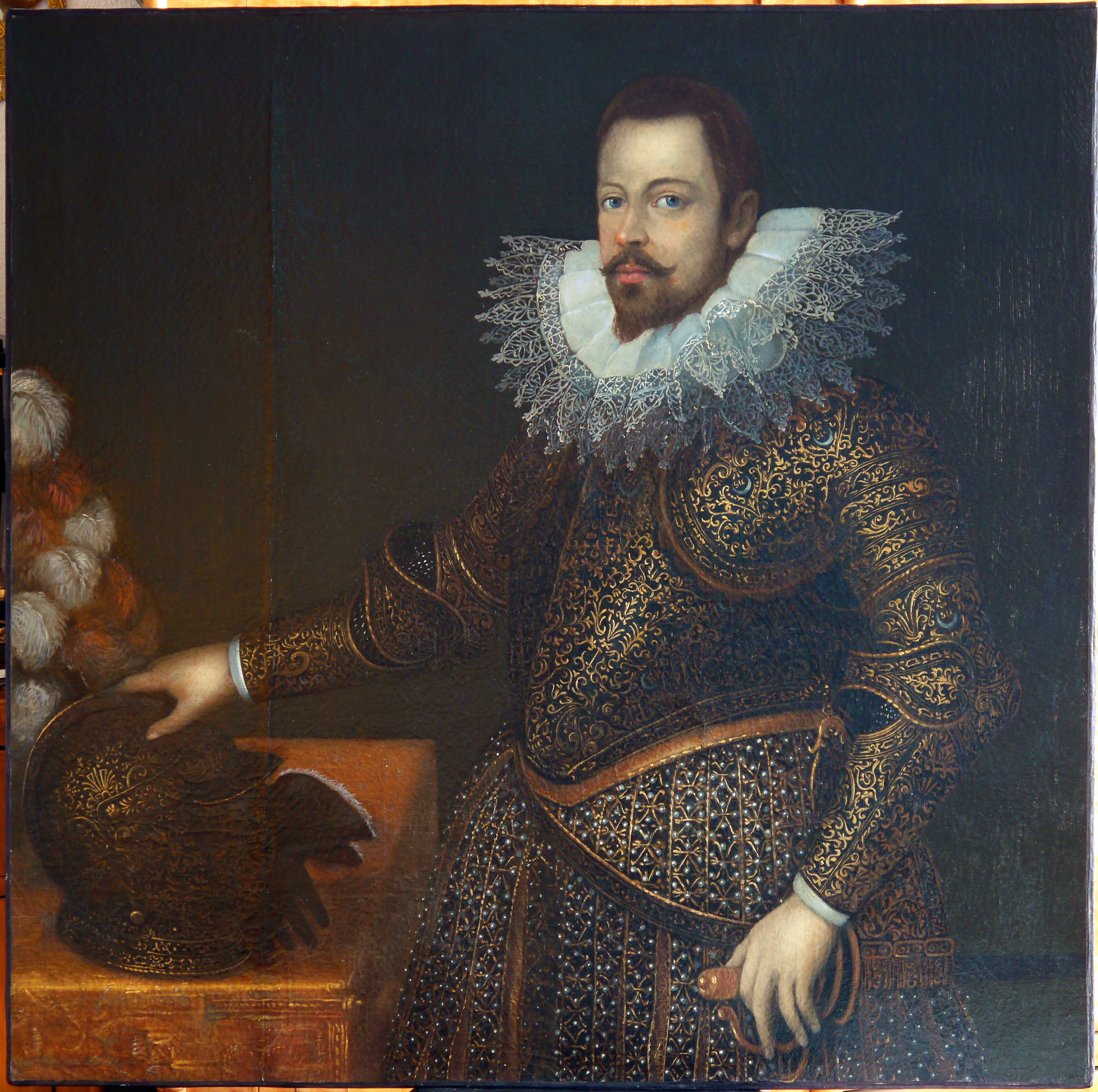
Frans Pourbus il Giovane, Ritratto del duca Vincenzo I Gonzaga, 1600
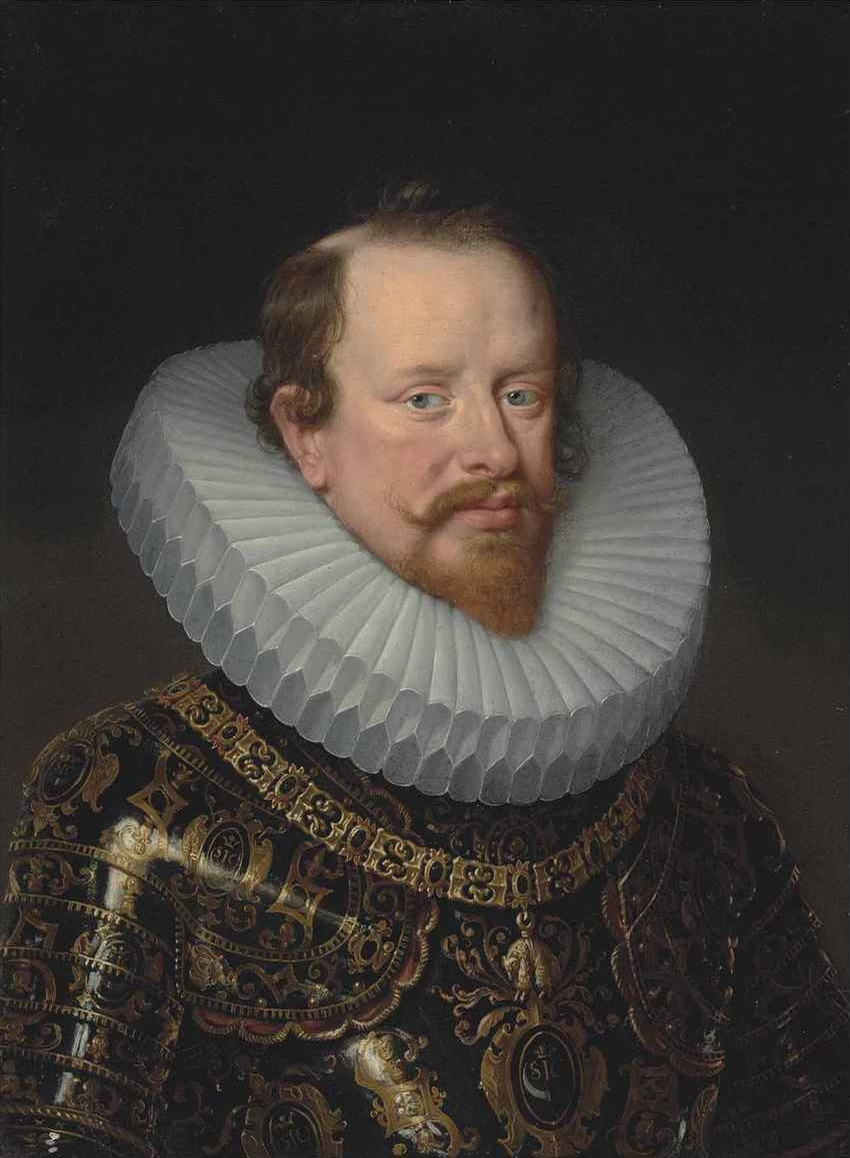
Frans Pourbus il Giovane, Ritratto di Vincenzo I Gonzaga, 1600
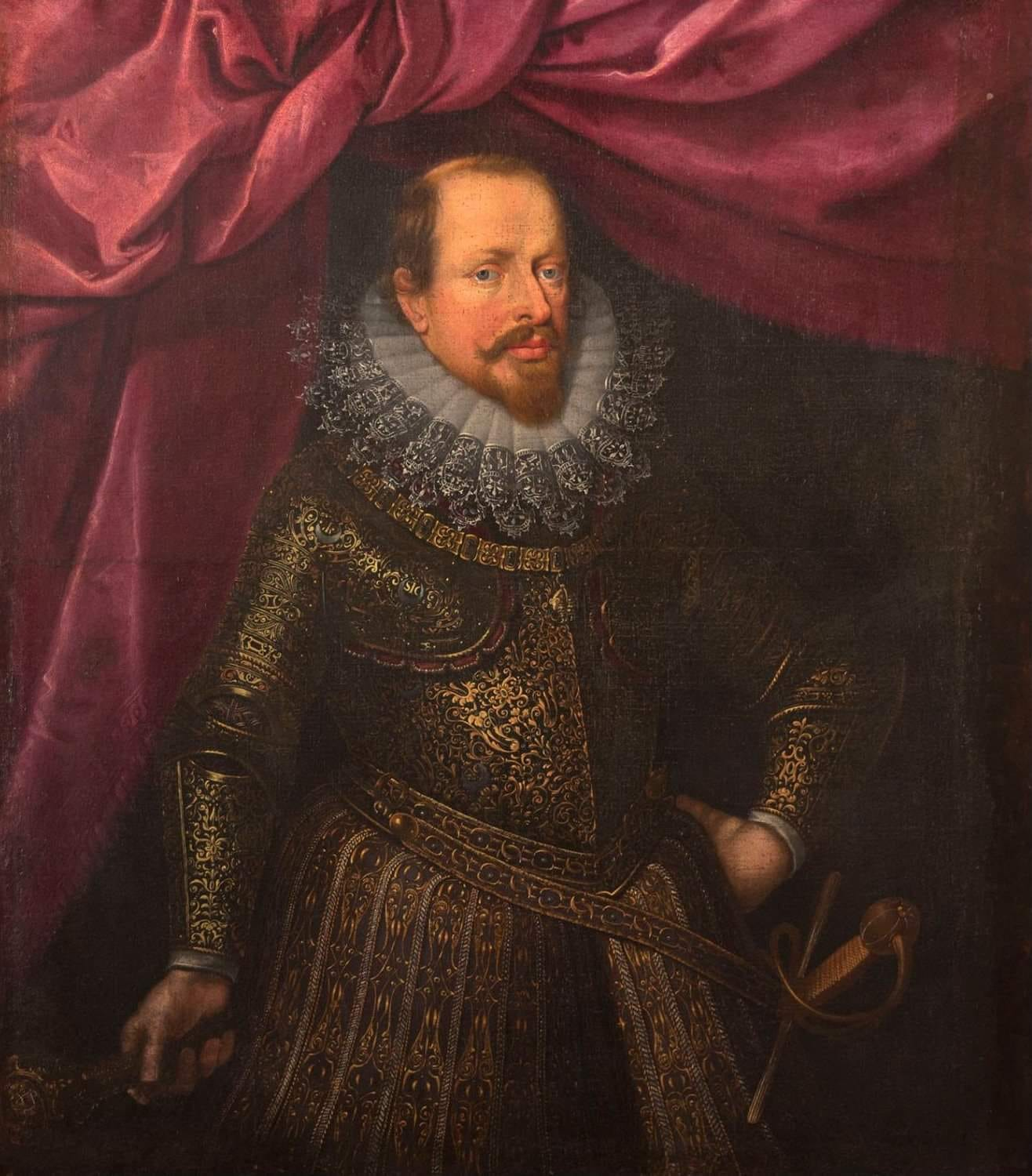
Frans Pourbus il Giovane, Ritratto del duca Vincenzo I Gonzaga, 1600
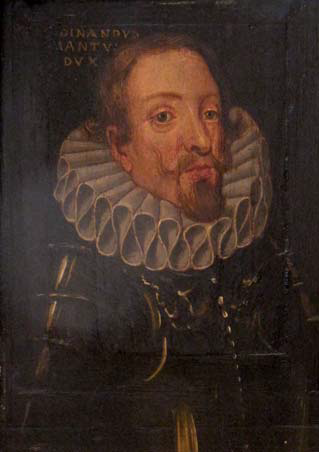
Sconosciuto, Ritratto del duca Vincenzo I Gonzaga
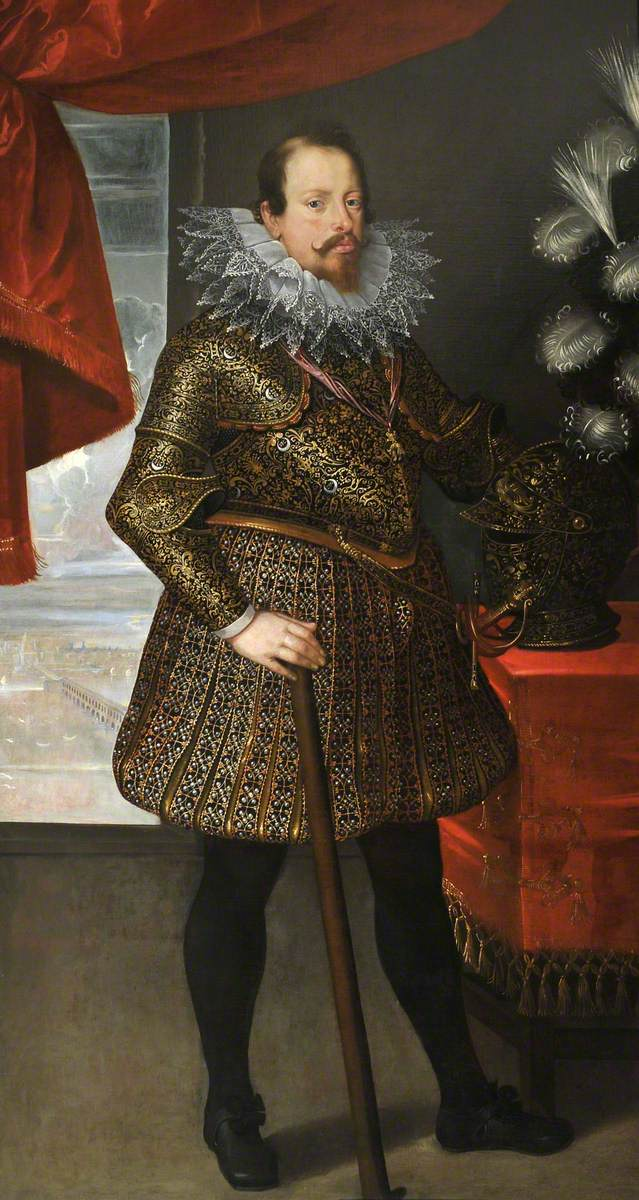
Frans Pourbus il Giovane, Vincenzo I in armatura ducale
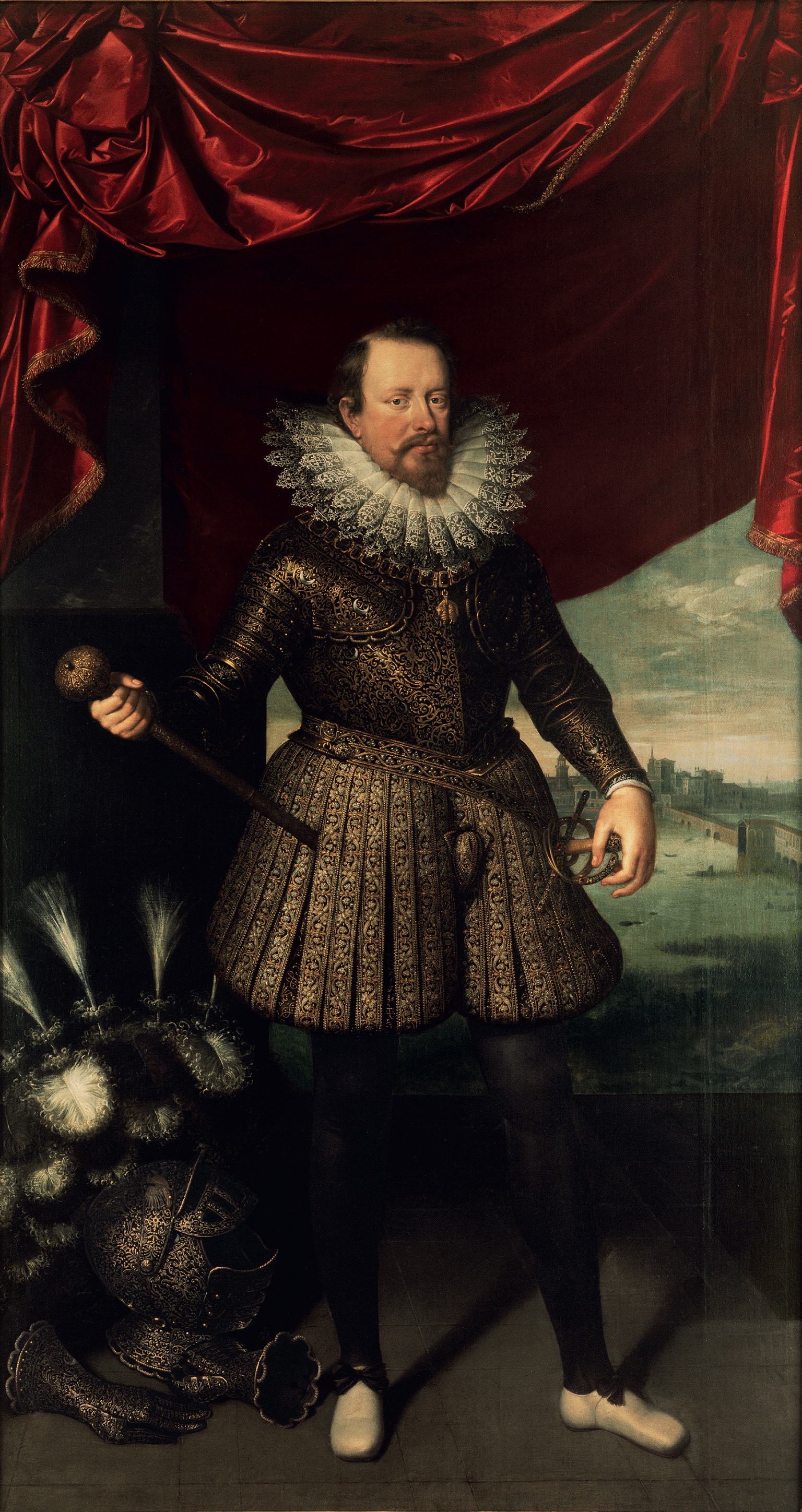
Frans Pourbus il Giovane, Ritratto di Vincenzo I Gonzaga, 1622 ca.
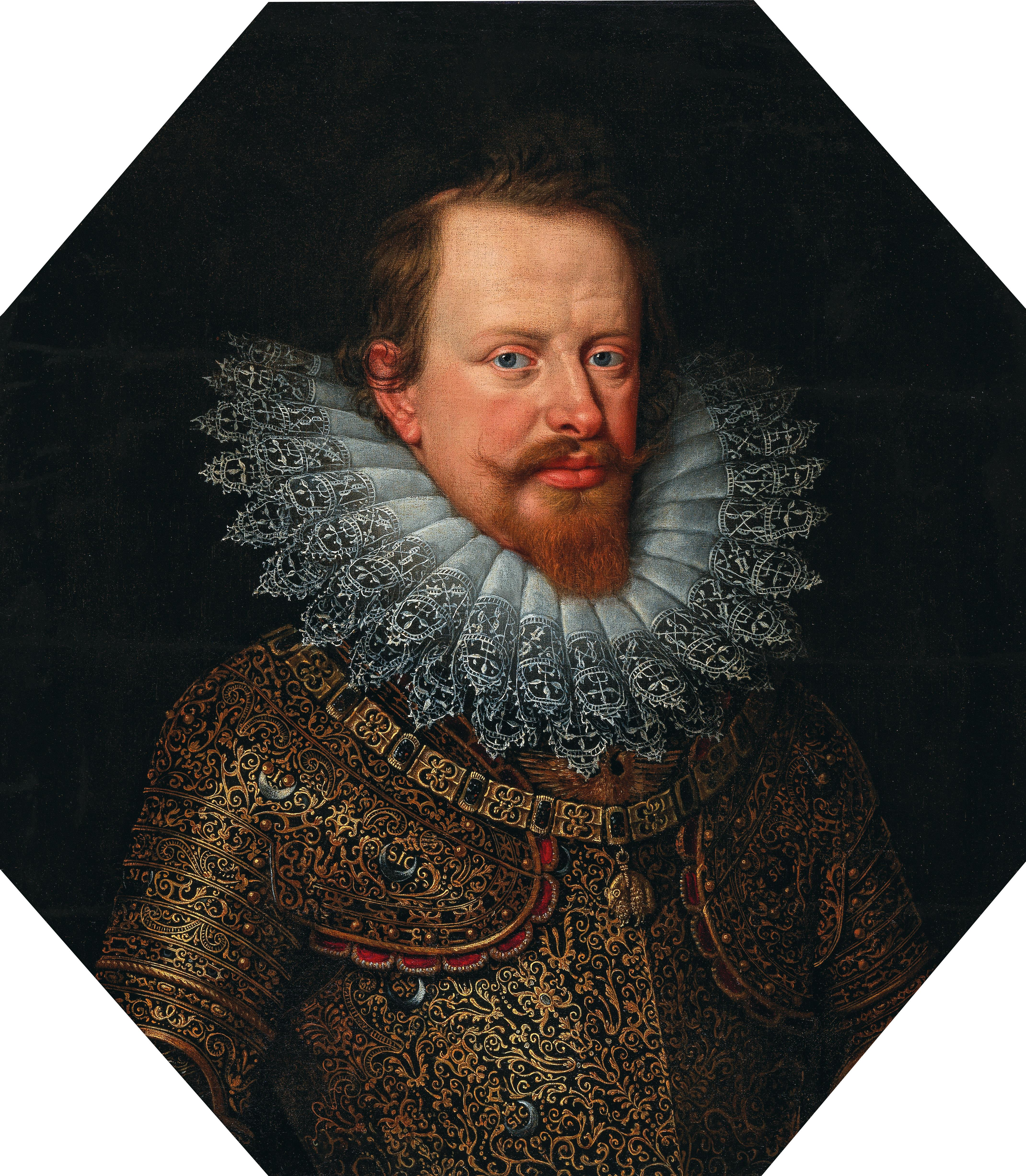
Frans Pourbus il Giovane, Ritratto del duca Vincenzo I Gonzaga, 1622 ca.
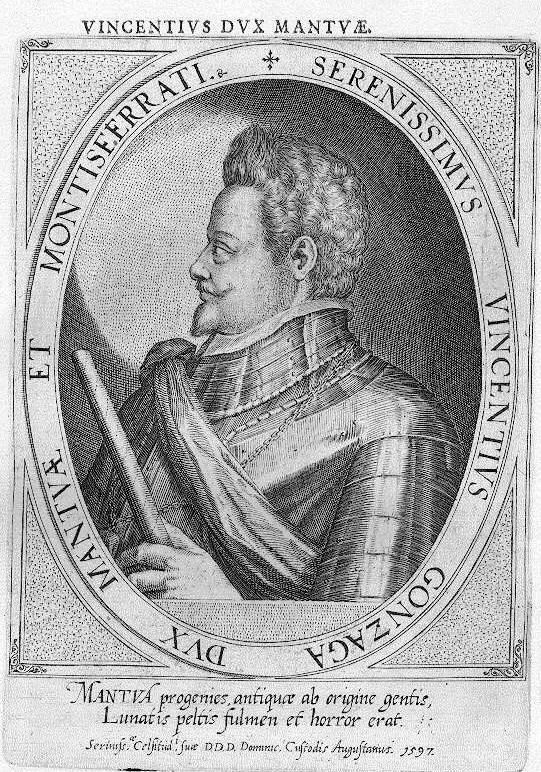
Vincenzo I Gonzaga, duca di Mantova in una stampa d'epoca.